# Joël Epalle
Joël Epalle, född den 20 februari 1978 i Matomb, Kamerun, är en kamerunsk fotbollsspelare. Vid fotbollsturneringen under OS 2000 i Sydney deltog han i det kamerunska lag som tog guld. 